# Franz Bölsche

Franz Bölsche

Johannes Eduard Franz Bölsche (* 20. August 1869 in Wegenstedt; † 23. Oktober 1935 in Bad Oeynhausen) war ein deutscher Komponist, Musikpädagoge und Musikwissenschaftler.

## Leben
Franz Bölsche kam als Sohn des Organisten Eduard Bölsche (1836–1919) und dessen Ehefrau Caroline Bölsche geb. Plate (1845–1918) zur Welt. Zu seinen Vorfahren zählte der Komponist Jakob Bölsche, ein Vertreter der Norddeutschen Orgelschule. Ein Verwandter war der Schriftsteller Wilhelm Bölsche.
Bölsche studierte nach Absolvierung des Gymnasiums in Magdeburg von 1889 bis 1894 Musik an der Königlichen Hochschule in Berlin, Komposition bei Woldemar Bargiel, Klavier bei Carl Heymann, Musikgeschichte bei Philipp Spitta (jun.) und Theorie sowie Instrumentation bei Stange und hörte Musikwissenschaft an der Universität bei Philipp Spitta und Heinrich Bellermann.
Diese fünf Studienjahre waren kompositorisch fast die fruchtbarsten, zumal Werke  wie das Klaviertrio, Op. 12, und die Ouvertüre zu Judith, Op. 14, an musikalischem Ausdruck das Schulmäßige jener Jahre weit überragen.
1890 entstanden zehn Bagatellen für Klavier, Op. 1, acht Lieder für eine Singstimme und Klavier, Op. 2 und Andante mit Variationen, Op. 4. Das Jahr 1891 brachte eine groß angelegte Arie für Bariton und Orchester, Dem rettenden Genius, Op. 3, auf einen Text von Siegfried August Mahlmann, und zwei Klaviersonaten, c-moll, Op. 5, und Es-Dur, Op. 6.
Die erste Komposition für Orchester, die Ouvertüre zur Tragödie des Menschen, Op. 7, fällt in das Jahr 1892, ihre Uraufführung fand in Bruchsal statt. Ferner entstanden fünf Bagatellen für kleines Orchester, Op. 8, der erste Psalm für gemischten Chor a-cappella, Op. 9, und drei Lieder aus Psalter und Harfe von Philipp Spitta (sen.) für gem. Chor a-cappella, Op. 10.
Die Chorkompositionen waren durch eine Chorleitertätigkeit angeregt worden, die Bölsche zu jener Zeit neben seinem Studium ausübte. 1893 erreichte er in seinem kompositorischen Schaffen bereits erste Höhepunkte wie das oben erwähnte Trio für Klavier, Violine und Violoncello in D-Dur, Op. 12 und das erste Streichquartett in g-Moll, das verschollen ist. Eine Ouvertüre zu Hebbels Judith, Op. 14, Woldemar Bargiel zugeeignet, und eine Konzert-Ouvertüre in Es-Dur, Op. 15, sind aus dem Jahre 1894 die letzten Schöpfungen der Berliner Studienjahre.
Nach mit Auszeichnung bestandener Abschlussprüfung blieb Franz Bölsche vorerst in Berlin und schrieb Kaiser Maximilian auf der Martinswand, eine dramatische Kantate für Soli, gemischten Chor und Orchester, Op. 16, die verlorengegangen ist; ferner der hundertste Psalm für gemischten Chor und Orchester, Op. 17, und vier Lieder für eine Singstimme und Klavier, Op. 18.
1896 wurde Franz Bölsche von Franz Wüllner als Nachfolger von Gustav Jensen an das Kölner Konservatorium berufen. Er übernahm die Theorieklassen, unterrichtete Komposition und ordnete die  Musikbibliothek.
Dem Kölner Publikum stellte er sich mit einer neuen Ouvertüre Hero und Leander, Op. 20, vor, welche er selbst dirigierte, und die «dem neuernannten Theorielehrer» große Anerkennung eintrug. Das Werk, in dem freilich Bölsche die damalige Modernität eines Richard Strauss nicht mitmachte, stellt ein Mittelding zwischen sinfonischer Dichtung und Ouvertüre im klassischen Formsinn dar. Die Tiefe des musikalischen Gehaltes machte das Werk so beliebt, dass es selbst im Rahmen sommerlicher Promenadenkonzerte gespielt wurde.
Am 16. Dezember 1897 heiratete Bölsche in Libau (Kurland) Olga Bölsche, geb. Knopp (* 23. November 1880 in Libau), eine hochbegabte Pianistin, die bis 1944 als bekannte Klavierpädagogin in Köln gewirkt hat. Die Ehe war unglücklich; sie wurde dreizehn Jahre später geschieden. Olga Bölsche starb 1954 in Leipzig. Franz Bölsche hatte 2 Söhne: Egon Bölsche und Walter Bölsche (* 7. November 1902; † 1932).
1898 erfolgte unter Franz Wüllner die Uraufführung der Ouvertüre Othello, Op. 28, welche in stärkerem Maße den Charakter einer sinfonischen Dichtung betont. Auch dieses Werk nahm seinen Weg durch die Konzertsäle, zuletzt noch in den zwanziger Jahren in Aachen unter Peter Raabe.
1899 folgte dann, ebenfalls unter Wüllners Leitung, die Uraufführung der zwölfstimmigen Motette Darüber danke ich dir für Soloquartett und acht stimmigen Chor, Op. 29.
Das Jahr 1900 brachte die Vollendung des zweiten Streichquartetts in c-Moll, Op. 27, und das später bis in unsere Zeit zum Repertoire des Schulze-Priska-Quartetts gehörte. In vierstimmigem Streichersatz und klaren klassischen Formgesetzen ist die ganze Fülle des Ausdrucks jener ausklingenden spätromantischen Epoche enthalten.
1901 wurde mit großem Erfolg die große viersätzige Sinfonie in f-Moll, Op. 30,  unter Leitung des Komponisten uraufgeführt, nachdem im Jahre zuvor bereits der zweite und dritte Satz daraus erklungen waren. Über zwei Jahrzehnte hindurch folgten unzählige Aufführungen dieser Sinfonie.
Außer drei Liedern für eine Singstimme und Klavier, Op. 24, die 1902/03 bei N. Simrock, Berlin, erschienen, und seinem letzten Werk Siehe, wir preisen selig, die erduldet haben für sechsstimmigen Chor a-cappella Op. 35, (1913), versiegte der Strom des kompositorischen Schaffens.
Von jenem Jahr der Uraufführung seiner Sinfonie an war Franz Bölsche nur noch als Lehrer und Förderer tätig. Neben der Herausgabe ausgewählter Instrumentalwerke von Melchior Franck und Valentin Haussmann als Band 16 der Denkmäler deutscher Tonkunst erarbeitete er ein Theoriebuch, welches unter dem Titel Übungen und Aufgaben zum Studium der Harmonielehre 1911 bei Breitkopf & Härtel, Leipzig, verlegt wurde.
Auf Moritz Hauptmanns "Die Natur der Harmonika und der Metrik" aufbauend, schuf damit Bölsche ein Standardwerk der Musikpädagogik, das über Jahrzehnte hinaus zum Inbegriff der klassischen Musiktheorie werden sollte. Welche Bedeutung dieses Buch, das die alte Richtersche Harmonielehre überwand, durch seinen sinnvollen Aufbau und die Zweckdienlichkeit des Lehrsystems erlangen sollte, bezeugt am besten die Tatsache, dass es auch in jüngster Zeit wieder aufgelegt wurde, und zwar bei Breitkopf, Leipzig, 1947 und Breitkopf, Wiesbaden, 1950, wo es inzwischen (2009) die 41. Auflage erzielte.
Ein Lehrbuch zum Studium des Kontrapunktes, das nicht ganz abgeschlossen wurde, diente Bölsche im Manuskript als Unterlage und Leitfaden seines Kontrapunktunterrichtes.
Sein hervorragendes theoretisches Können, seine umfassende Kenntnis aller Stilarten machten es ihm möglich, die kompositorischen Arbeiten seiner Schüler mitgestalten zu helfen; dies machte ihn zu einem viel gesuchten Lehrer.
Unter den vielen Musikern, die er ausbildete, sind Komponisten wie der Schweizer Volkmar Andreae,  Ernst Kunsemüller, Wilhelm Rinkens, Konrad Ramrath, Johann Baptist Hilber, Alois Schmitz, Willi Kahl, Heinrich Lemacher, Karl Hermann Pillney.
Bölsche wurde 1911 zum königlichen Professor ernannt.
Franz Bölsche war ein stiller, gütiger und religiöser Mensch. Bis ins hohe Alter hing er stark an seinen Eltern. Starken Schicksalsschlägen war er nicht gewachsen. So war er hilflos gegenüber seinem ersten Verleger Karl Buselmeier (1871–1947) in Leipzig, dem er seine gesamten Werke bis Opus 18 übergeben hatte. Buselmeier wanderte aber bald danach nach Baltimore aus, ohne sich um die weitere Drucklegung oder die Verbreitung der bereits erschienenen Werke zu kümmern. Darum liegen viele Werke Franz Bölsches nur im Manuskript vor.
Er lebte seit seiner Ehescheidung im Jahr 1910 allein und zurückgezogen. Seine verhältnismäßig frühzeitige Pensionierung im Jahr 1925 war eine Folge seiner seelischen Zerrüttung, die sich in einer schweren Nervenkrankheit äußerte. 1928 erteilte er nochmals für kurze Zeit Theorieunterricht am Bonner Ziskoven-Konservatorium. Das Ende seines Lebens verbrachte er einsam und untätig.

## Werke

### Kompositionen
- Op. 1: Zehn Bagatellen für Klavier (Buselmeier)
- Op. 2: Acht Lieder für eine Singstimme mit Klavier
- Op. 3: "Dem rettenden Genius" Arie für Bariton und Orchester
- Op. 4: Andante mit Variationen für Klavier (Buselmeier)
- Op. 5: Erste Sonate für Klavier in c-Moll (Buselmeier)
- Op. 6: 2. Sonate für Klavier in Es-Dur (Buselmeier)
- Op. 7: Ouvertüre zur "Tragödie des Menschen" für Orchester (Manuskript)
- Op. 8: Fünf Bagatellen für kleines Orchester
- Op. 9: Psalm für gemischten Chor a-cappella
- Op. 10: Drei Lieder aus "Psalter und Harfe"  für gemischten Chor a-cappella
- Op. 11: Ouvertüre zu "Othello", Urfassung
- Op. 12: Trio für Klavier, Violine, Violoncello in D-Dur (Buselmeier)
- Op. 13: Quartett für 2 Violinen, Viola und Violoncello in g-Moll (Manuskript, verschollen)
- Op. 14: Ouvertüre zu Hebbels "Judith" für Orchester (Buselmeier)
- Op. 15: Konzert-Ouvertüre für Orchester in Es-Dur
- Op. 16: Dramatische Kantate für Soli, gemischten Chor und Orchester (verschollen)
- Op. 17: Der 100-ste Psalm für gemischten Chor und Orchester
- Op. 18: Vier Lieder für eine Singstimme und Klavier,
- Op. 20: "Hero und Leander", dramatische Ouvertüre für Orchester (Manuskript)
- Op. 24: Zwei Lieder für eine Singstimme und Klavier (Simrock)
- Op. 25: "Frühlingswehen" für eine Singstimme und Klavier
- Op. 27: 2. Quartett für 2 Violinen, Viola und Violoncello in c-Moll (Simrock)
- Op. 28: "Othello", dramatische Ouvertüre für großes Orchester (Manuskript)
- Op. 29: "Darüber danke ich Dir", Motette für achtstimmigen Chor a-cappella und Soloquartett
- Op. 30: Symphonie in f-Moll (Manuskript)
- Op. 35: "Siehe, wir preisen selig", für sechsstimmigen Chor a-cappella (Kahnt)

### Lehrbuch
- Übungen und Aufgaben zum Studium der Harmonielehre, Leipzig: Breitkopf & Härtel 1911

### Herausgeberschaft
- Denkmäler deutscher Tonkunst, Band 16: Melchior Franck und Valentin Haussmann: Ausgewählte Instrumentalwerke, Leipzig: Breitkopf & Härtel 1902.